# たけだみりこ
たけだ みりこ（1964年〈昭和39年〉1月 - ）は、日本の漫画家、イラストレーター。主に4コマ漫画、料理漫画、短編漫画を中心として活動している。三重県出身。

## 経歴
1983年（昭和58年）、講談社の少女向け漫画雑誌『別冊少女フレンド』より漫画家としてデビューする。
漫画家としての活動と並行し、リクルートの求人情報誌『FromA』で求人広告制作のアルバイトをしていた頃、簡単な料理を紹介する漫画の執筆を依頼される。20歳代の頃に友人女性たちとの共同生活で覚えた料理の腕を生かし、1985年（昭和60年）7月から『イージークッキング』の題で料理漫画の連載を開始する。
1988年（昭和63年）、『イージークッキング』が単行本化され、たけだをバックアップする男性2人と共に「たけだみりこと東京ブリタニアン」名義で『セイシュンの食卓』として発行。都会暮しの若者向けの漫画や、簡単でアイディアに富む料理、特に市販のインスタント食品などを混ぜ合せるだけの料理などが、コンビニエンスストア全盛期の読者に受け入れられ、後に1990年代の貧乏学生のバイブルとも呼ばれるほどのヒット作となる。なお第1巻発行時、紙面の都合で漫画をすべて描き直す必要があったため、たけだは『FromA』でのアルバイトを辞め、フルタイムの漫画家になる切っ掛けともなっている。
『セイシュンの食卓』はその後も、単行本が全4巻まで発行された後、テレビアニメ化、小柳ルミ子と大澄賢也のダンスで知られる料理バラエティ番組、ふりかけ、電子レンジの販促用小冊子など、様々なメディアミックスが行なわれ、たけだの代表作の一つに数えられている。
その後も、簡単、安価、美味、健康といったコンセプトのもと、多くの料理漫画を発表している。後には病気を経て、野菜・豆中心の食材を用いた料理を紹介している。代表作は先述の『セイシュンの食卓』および同シリーズのほか、『クッキングファン』『ゴロニャワン』『キッチンの穴』などがある。『オトナになったセイシュンの食卓』『クッキングピープルちび』など、中高年にも簡単にできて健康を心掛けた料理漫画も描いている。